# Grande Prêmio de San Marino de 1981
Resultados do Grande Prêmio de San Marino de Fórmula 1 realizado em Imola à 3 de maio de 1981. Foi a quarta etapa da temporada e teve como vencedor o brasileiro Nelson Piquet.

## Fora da prova
A decisão da FIA em manter a proibição do modelo 88 fez com que a Lotus não participasse da prova por decisão de Colin Chapman para quem o modelo 81 não era competitivo. Outro conjunto que também não se classificou para a corrida foi o da equipe Toleman e seu motor Hart, estreantes na categoria. Por outro lado, Arrows, ATS, March e Fittipaldi classificaram apenas um de seus bólidos à prova.

## Resumo
Primeira corrida a usar o nome de Grande Prêmio de San Marino, em que pese a realização de corridas extra-campeonato na pista de Ímola e do Grande Prêmio da Itália de 1980. A chicane da Acque-Minerale foi alargada a partir de sugestões dos pilotos, o que a tornou mais rápida.
Didier Pironi liderava a prova até o momento em que, após inúmeras voltas a defender-se como pode, permitiu a ultrapassagem e a vitória de Nelson Piquet. Outro destaque do dia foi a corrida de recuperação empreendida por Gilles Villeneuve que chegou a liderar mas trocou os pneus no momento em que a chuva ficava mais forte e terminou em sétimo lugar. A prova marcou as estreias do piloto Michele Alboreto e da equipe Toleman, embora esta não tenha se classificado para o grid.

## Classificação da prova
| Pos. | Nº | Piloto                | Construtor      | Voltas | Tempo/Diferença  | Grid | Pontos |
| ---- | -- | --------------------- | --------------- | ------ | ---------------- | ---- | ------ |
| 1    | 5  | Nelson Piquet         | Brabham-Ford    | 60     | 1:51:23.97       | 5    | 9      |
| 2    | 29 | Riccardo Patrese      | Arrows-Ford     | 60     | + 4.58           | 9    | 6      |
| 3    | 2  | Carlos Reutemann      | Williams-Ford   | 60     | + 6.34           | 2    | 4      |
| 4    | 6  | Hector Rebaque        | Brabham-Ford    | 60     | + 22.89          | 13   | 3      |
| 5    | 28 | Didier Pironi         | Ferrari         | 60     | + 25.87          | 6    | 2      |
| 6    | 8  | Andrea de Cesaris     | McLaren-Ford    | 60     | + 1:06.61        | 14   | 1      |
| 7    | 27 | Gilles Villeneuve     | Ferrari         | 60     | + 1:41.97        | 1    |        |
| 8    | 16 | René Arnoux           | Renault         | 59     | + 1 volta        | 3    |        |
| 9    | 14 | Marc Surer            | Ensign-Ford     | 59     | + 1 volta        | 21   |        |
| 10   | 7  | John Watson           | McLaren-Ford    | 58     | + 2 voltas       | 7    |        |
| 11   | 33 | Patrick Tambay        | Theodore-Ford   | 58     | + 2 voltas       | 16   |        |
| 12   | 1  | Alan Jones            | Williams-Ford   | 58     | + 2 voltas       | 8    |        |
| 13   | 10 | Slim Borgudd          | ATS-Ford        | 57     | +3 voltas        | 24   |        |
| NC   | 25 | Jean-Pierre Jabouille | Ligier-Matra    | 45     | Não classificado | 18   |        |
| Ret  | 17 | Eliseo Salazar        | March-Ford      | 38     | Rodou            | 23   |        |
| Ret  | 4  | Michele Alboreto      | Tyrrell-Ford    | 31     | Colisão          | 17   |        |
| Ret  | 32 | Beppe Gabbiani        | Osella-Ford     | 31     | Colisão          | 20   |        |
| Ret  | 23 | Bruno Giacomelli      | Alfa Romeo      | 28     | Colisão          | 11   |        |
| Ret  | 3  | Eddie Cheever         | Tyrrell-Ford    | 28     | Colisão          | 19   |        |
| Ret  | 22 | Mario Andretti        | Alfa Romeo      | 26     | Câmbio           | 12   |        |
| Ret  | 20 | Keke Rosberg          | Fittipaldi-Ford | 14     | Motor            | 15   |        |
| Ret  | 26 | Jacques Laffite       | Ligier-Matra    | 7      | Suspensão        | 10   |        |
| Ret  | 15 | Alain Prost           | Renault         | 3      | Câmbio           | 4    |        |
| Ret  | 31 | Miguel Angel Guerra   | Osella-Ford     | 0      | Acidente         | 22   |        |
| DNQ  | 30 | Siegfried Stohr       | Arrows-Ford     |        |                  |      |        |
| DNQ  | 18 | Derek Daly            | March-Ford      |        |                  |      |        |
| DNQ  | 9  | Jan Lammers           | ATS-Ford        |        |                  |      |        |
| DNQ  | 21 | Chico Serra           | Fittipaldi-Ford |        |                  |      |        |
| DNQ  | 36 | Derek Warwick         | Toleman-Hart    |        |                  |      |        |
| DNQ  | 35 | Brian Henton          | Toleman-Hart    |        |                  |      |        |
| WD   | 11 | Elio de Angelis       | Lotus-Ford      |        |                  |      |        |
| WD   | 12 | Nigel Mansell         | Lotus-Ford      |        |                  |      |        |

## Tabela do campeonato após a corrida
| Pos. | Piloto           | Pontos |
| ---- | ---------------- | ------ |
| 1    | Carlos Reutemann | 25     |
| 2    | Nelson Piquet    | 22     |
| 3    | Alan Jones       | 18     |
| 4    | Riccardo Patrese | 10     |
| 5    | Alain Prost      | 4      |

| Pos. | Equipe        | Pontos |
| ---- | ------------- | ------ |
| 1    | Williams-Ford | 43     |
| 2    | Brabham-Ford  | 25     |
| 3    | Arrows-Ford   | 10     |
| 4    | Renault       | 6      |
| 5    | Alfa Romeo    | 3      |

- Nota: Somente as primeiras cinco posições estão listadas. Entre 1981 e 1990 cada piloto podia computar onze resultados válidos por temporada não havendo descartes no mundial de construtores.